# Epirhynchites hajastanicus
Epirhynchites hajastanicus is een keversoort uit de familie Rhynchitidae. De wetenschappelijke naam van de soort is voor het eerst geldig gepubliceerd in 1965 door Ter-Minassian.